# كيريلو بتروف
كيريلو بتروف (بالأوكرانية: Петров Кирило Валентинович)‏ (22 يونيو 1990 بكييف في أوكرانيا - ) هو لاعب كرة قدم أوكراني في مركز الدفاع. شارك مع منتخب أوكرانيا تحت 16 سنة لكرة القدم ومنتخب أوكرانيا تحت 17 سنة لكرة القدم ومنتخب أوكرانيا تحت 18 سنة لكرة القدم ومنتخب أوكرانيا تحت 19 سنة لكرة القدم ومنتخب أوكرانيا تحت 21 سنة لكرة القدم. أما مع النوادي، فقد لعب مع أرسنال كييف ودينامو كييف وكورونا كييلتسى ونادي أورداباسي وFC Dynamo-2 Kyiv ‏ وأولمبيك دونيتسك وهوفيرلا أوجهورود ‏ وكريفباس كريفي ريه ‏.

## وصلات خارجية
- كيريلو بتروف على موقع اتحاد أوكرانيا (الإنجليزية)
- كيريلو بتروف على موقع قاعدة بيانات كرة القدم.إي يو (الإنجليزية)
- كيريلو بتروف على موقع Soccerway.com (الإنجليزية)
- كيريلو بتروف على موقع عالم كرة القدم.نت (الإنجليزية)